# 弗倫奇敦-朗布利 (馬里蘭州)
弗倫奇敦-朗布利（英語：Frenchtown-Rumbly）是位於美國馬里蘭州薩默塞特縣的一個普查規定居民點。

## 人口
根據2020年美國人口普查的數據，弗倫奇敦-朗布利的面積為21.74平方千米，當中陸地面積為9.73平方千米，而水域面積為12.01平方千米。當地共有人口86人，而人口密度為每平方千米3.96人。